# William Wain Prior
William Wain Prior (Copenaghen, 18 luglio 1876 – Frederiksberg, 9 marzo 1946) è stato un generale danese, comandante in capo del Reale esercito danese dal 1939 al 1941, diresse le operazioni dell'esercito danese durante l'invasione nazista del suo paese nel 1940.